# Johann David Heinichen
Johann David Heinichen (* 17. Apriljul. / 27. April 1683greg. in Krössuln; † 16. Juli 1729 in Dresden) war ein deutscher Komponist und Musiktheoretiker.

## Leben
Heinichen erhielt ersten Musikunterricht von seinem Vater, David Heinichen (1652–1719), der seit 1674 Pastor in Krössuln war. Bereits mit 13 Jahren führte Heinichen eigene Kompositionen in Dörfern der Umgebung auf.
Am 30. März 1696 bezog er die Leipziger Thomasschule. Hier erhielt er eine gymnasiale Ausbildung und umfassenden Musikunterricht. Unter Leitung des Thomaskantors Johann Schelle (1648–1701) sangen die Thomasschüler allwöchentlich an den Leipziger Hauptkirchen. Bei Schelles Nachfolger Johann Kuhnau (1660–1722) nahm Heinichen privaten Orgel- und Cembalounterricht, zusammen mit Christoph Graupner (1683–1760) auch Kompositionsunterricht.
Von 1702 bis 1705 studierte Heinichen in Leipzig Jura. In dieser Zeit spielte er in dem von Georg Philipp Telemann geleiteten Collegium musicum und war auch an Aufführungen des seit 1693 bestehenden Leipziger Opernhauses beteiligt.
Noch als Student bewarb Heinichen sich um das Amt des Musikdirektors an der Leipziger Neukirche, das Telemann bis 1705 ausgeübt hatte, doch erhielt Melchior Hoffmann den Posten.
Ob Heinichen sich danach in Weißenfels als Rechtsanwalt niedergelassen hat, ist nicht zu belegen. Es fällt jedoch auf, dass er Kontakt zu den am Weißenfelser Hof wirkenden Johann Philipp Krieger (1649–1725) und Gottfried Grünewald hatte. Wahrscheinlich war Heinichen auch mit dem aus Teuchern stammenden Komponisten Reinhard Keiser (1674–1739) bekannt.

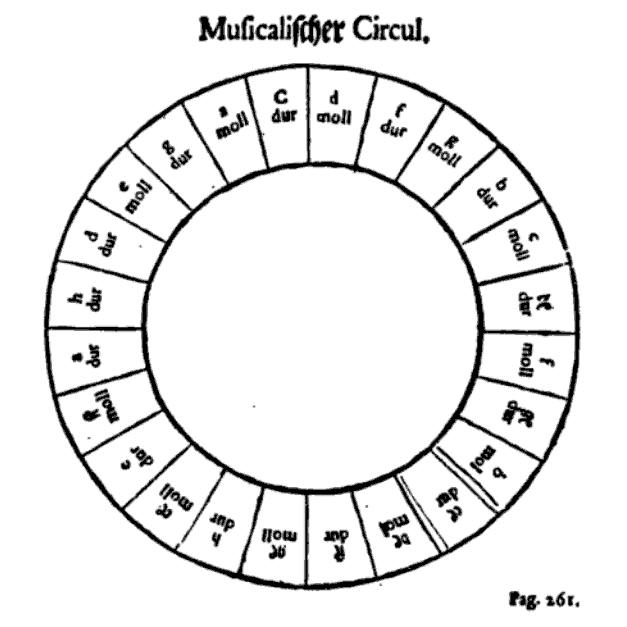
Johann David Heinichens Quintenzirkel

Im Auftrag Samuel Ernst Döbrichts, des Leipziger Operndirektors, komponierte Heinichen folgende, zum Teil nur fragmentarisch erhaltene Opern: Der Angenehme Betrug oder der Carneval von Venedig (1709), Hercules (?), Die Libysche Thalestris (1709). Letztere wurde vor kurzem als Partitur wiedergefunden und gilt bis jetzt als einzig komplett überlieferte Oper des Leipziger Opernhauses aus dem Barock. Zusätzlich übernahm er die Leitung des von Johann Friedrich Fasch 1708 neu begründeten Collegium musicum im Lehmannischen Kaffeehaus am Markt und schrieb das Musiktraktat Neu erfundene und gründliche Anweisung … zu vollkommener Erlernung des General-Basses, das 1711 veröffentlicht wurde und in dem der Quintenzirkel (bereits 1710 entwickelt und publiziert), der auf Heinichens Gedanken basiert, integriert war.
1709 fand Heinichen Anstellung beim Herzog Moritz Wilhelm von Sachsen-Zeitz. In dessen Naumburger Opernhaus kamen Heinichens Opern Olympia vendicata (1709) und – als einzige Oper aus dieser Zeit vollständig erhalten – Der glückliche Liebeswechsel oder Paris und Helena (1710) zur Aufführung. In einem Schreiben vom 9. Juli 1710 bat Heinichen seinen Patron, ihm eine Bildungsreise an verschiedene deutsche Höfe zu gestatten. Diese Reise kann, wenn sie überhaupt stattgefunden hat, nur kurz gewesen sein.
Noch im selben Jahr reiste Heinichen nach Italien. Unerwartet war der Thronfolger verstorben. Heinichen, wegen der ausgerufenen Landestrauer, in der jede Musik zu schweigen hatte, entbehrlich geworden, schloss sich Rat Buchta, dem früheren Informator des Thronfolgers, auf dessen Reise nach Italien an.
Über Heinichens Aufenthalt in Italien ist wenig bekannt. Johann Adam Hiller berichtet in seiner Lebensbeschreibung berühmter Musikgelehrter und Tonkünstler (1784), dass Heinichen nach seiner Ankunft in Venedig einen Opernauftrag erhalten habe, jedoch um das Honorar betrogen worden sei. Daraufhin sei Heinichen nach Rom gereist. Dort habe der Fürst Leopold von Anhalt-Köthen, späterer Dienstherr Johann Sebastian Bachs, bei Heinichen studiert. Im Gegenzug soll er den Fürsten auf dessen Reisen durch Italien begleitet haben.
Noch vor Ende 1712 ist Heinichen nach Venedig zurückgekehrt. In der Karnevalsaison 1713 gingen seine Opern Mario und Le passioni per troppo amore in Sant’ Angelo mit großem Erfolg über die Bühne. Er lernte die großen Komponisten Venedigs kennen: Antonio Lotti, Antonino Biffi, Tomaso Albinoni, Alessandro Marcello, Benedetto Marcello und sicher auch Antonio Vivaldi, der für Heinichens Stilentwicklung von größter Bedeutung war. Für Heinichens Ansehen spricht, dass Gottfried Heinrich Stölzel ihn in Venedig besuchte.
Oft war Heinichen Gast der hervorragenden Sängerin und großen Mäzenatin Angioletta Bianchi. In ihrem Haus hörte Kurprinz Friedrich August, der spätere König August III. (1696–1763), einige Kantaten Heinichens. Als klingende Empfehlung für eine Anstellung am Dresdner Hof komponierte Heinichen das Oratorium La Pace di Kamberga und widmete es dem polnisch-sächsischen Thronfolger.
Dieser war von Heinichens avantgardistischer Musik sehr beeindruckt und ernannte ihn im Namen König Augusts des Starken (regierte 1694–1733) mit Wirkung vom 1. August 1716 zum königlich-polnischen und kurfürstlich-sächsischen Kapellmeister. Heinichen bedankte sich beim Fürsten mit der Komposition und Aufführung einer Geburtskantate. Anfang 1717 verließ Heinichen Venedig. Doch nicht nur ihn hatte Friedrich August engagiert, sondern in Vorbereitung seiner Hochzeit mit Maria Josepha, der streng katholischen Tochter Josephs I. von Österreich, auch Francesco Maria Veracini und eine Opernkompanie unter Leitung Antonio Lottis.
Für die 1719 in Dresden stattfindenden Hochzeitsfeierlichkeiten komponierte Heinichen die Serenaten La gara degli Dei („Der Wettstreit der Götter“ – aufgeführt am 10. September 1719) und Diana sull’Elba (aufgeführt am 18. September 1719 auf einem aufwendig dekorierten Schiff in der Form einer riesigen Muschel). Man war mit Heinichens Kompositionen so zufrieden, dass man dessen Salär um 300 auf 1.500 Taler erhöhte. Im Oktober desselben Jahres ging Heinichens Serenata di Moritzburg als Umrahmung einer königlichen Jagd auf Schloss Moritzburg in Szene.
Für den Karneval 1720 schrieb Heinichen seine einzige Oper für den Dresdner Hof, Flavio Crispo. Doch wegen eines Streits mit den beiden am Hofe angestellten Kastraten Senesino und Matteo Berselli kam das bis auf den Schlusschor bereits fertige Werk nicht zur Aufführung. Kurzerhand entließ August der Starke die gesamte Opernkompanie, die Georg Friedrich Händel daraufhin für seine Opernakademie nach London verpflichtete.
In den folgenden Jahren komponierte der Lutheraner Heinichen für den Dresdner Hof katholische Kirchenmusik. An Tuberkulose leidend, kränkelte er oft und musste sich von seinen Kollegen Jan Dismas Zelenka und Giovanni Alberto Ristori vertreten lassen.
Heinichen hatte 1721 in Weißenfels geheiratet. Im Januar 1723 war er Vater eines Mädchens geworden. In seinen letzten Jahren erteilte er Johann Georg Pisendel und Johann Joachim Quantz Kompositionsunterricht und arbeitete an seinem Traktat über den Generalbass, dessen Drucklegung 1722 begonnen hatte. Dieses Werk ist eine der wichtigsten musiktheoretischen Hinterlassenschaften des 18. Jahrhunderts.
Er starb am 16. Juli 1729 in Dresden und wurde auf dem Johannes-Friedhof beigesetzt.

## Werke

### Messen, Requiem
1. Missa primitiva D-Dur (1721, Agnus Dei fehlt);
2. Missa F-Dur (1721);
3. Missa F-Dur (1722);
4. Missa D-Dur (1722, Sanctus fragm.);
5. Missa F-Dur (1723);
6. Requiem solenne (wohl vor 1724 – hierher gehört wahrscheinlich das Domine Jesu Christe a-moll von 1724);
7. Missa D-Dur (1724);
8. Missa D-Dur (1724);
9. Missa D-Dur (1725);
10. Missa D-Dur mit Concertino (1726);
11. Requiem nel giorno del defuncto Imperatore Gioseffo Es-Dur (1726);
12. Missa D-Dur (1728);
13. Missa D-Dur (1729);
14. Missa D-Dur (verschollen, nur Et vitam venturi saeculi in Bearbeitung Jos. Schusters erhalten);
15. Sanctus D-Dur (Echtheit fraglich).

### Magnificat
1. Magnificat F-Dur (1721);
2. Magnificat B-Dur (1723);
3. Magnificat Es-Dur (1724);
4. Magnificat B-Dur (ca. 1726);
5. Magnificat F-Dur (1726);
6. Magnificat G-Dur (1727);
7. Magnificat (verschollen);
8. Magnificat B-Dur (1728);
9. Magnificat A-Dur (1729, Heinichens letzte Komposition).

### Psalmen
1. Dixit Dominus F-Dur (1721);
2. Lauda Jerusalem F-Dur (ca. 1723);
3. Beati omnes g-Moll (1723);
4. Credidi F-Dur (1723);
5. Dixit Dominus d-Moll (1723);
6. Laetatus sum C-Dur (1723);
7. Nisi Dominus c-Moll (1723);
8. De profundis c-Moll (ca. 1724);
9. Laudate Dominum F-Dur (ca. 1724);
10. Beatus vir d-Moll (1724);
11. Confitebor G-Dur (1724);
12. Dixit Dominus B-Dur (1724);
13. Laudate pueri C-Dur (1724);
14. Memento Domine David g-Moll (1724);
15. Confitebor g-Moll (ca. 1726);
16. Lauda Jerusalem C-Dur (ca. 1726);
17. Beatus vir F-Dur (1726);
18. Dixit Dominus Es-Dur (1726);
19. Domine probasti me e-Moll (1726);
20. In convertendo Dominus C-Dur (1726);
21. In exitu Israel a-Moll (1726);
22. Laetatus sum D-Dur (1726);
23. Lauda Jerusalem D-Dur (1726);
24. Laudate pueri G-Dur (1726);
25. Nisi Dominus g-Moll (1726);
26. Confitebor a-Moll (1726);
27. Dixit Dominus F-Dur (1727);
28. Beatus vir Es-Dur (undatiert);
29. In exitu Israel B-Dur (undatiert);
30. Laudate pueri F-Dur (undatiert).

### Hymnen
1. Ave maris stella F-Dur (1723);
2. Iste confessor a-moll (1724);
3. Jesu redemptor omnium F-Dur (1724);
4. Pange lingua d-moll (1724);
5. Veni creator spiritus g-moll (1724);
6. Crudelis Herodes g-moll (1724 oder später);
7. Te Joseph celebrent a-moll (1724 oder später);
8. Pecora lux aeternitatis C-Dur (ca. 1725).

### Marianische Antiphonen
1. Alma redemptoris mater Es-Dur (ca. 1723);
2. Regina coeli laetare B-Dur (ca. 1724, verschollen);
3. Alma redemptoris mater F-Dur (1726);
4. Ave regina coelorum Es-Dur (1727);
5. Regina coeli laetare G-Dur (1727);
6. Regina coeli laetare D-Dur (undatiert).

### Litaneien
1. Litania pro festo corporis Domini c-moll (1723);
2. Litania pro festo S. Francisci Xaverii c-moll (1724);
3. Litania pro festo S. Francisci Xaverii e-moll (1726);
4. Litania pro festo corporis Domini e-moll (1727).

### Te Deum
1. D-Dur (1722);
2. D-Dur (1728);
3. D-Dur (undatiert).

### Varia
1. 3 Lamentationes Jeremiae in coena Domini (1724);
2. Quis ascendet in montem Domini G-Dur, motetto (1725);
3. Cibavit eos d-moll (undatiert);
4. Haec dies G-Dur, motetto (undatiert);
5. Lamentatio I des Karfreitags (verschollen);
6. 3 Lamentationes des Karsamstags (verschollen);
7. 9 Responsorien des Gründonnerstags (verschollen);
8. 1 Responsorium des Karfreitags (verschollen);
9. 1 Responsorium des Karsamstags (verschollen);
10. 1 Responsorium pro nocte nativitatis Domini (verschollen).

### Oratorien und Passionskantaten
1. La pace di Kamberga (1716);
2. Nicht das Band, das dich bestricket (1724);
3. L’aride tempie ignude (wohl 1724);
4. Come? S’imbruna il ciel (1728).

### Serenaten
1. Serenata fatta su l’Elba G-Dur (Seibel 200)
2. Serenata nel Giardino Chinese G-Dur (Seibel 201)
3. Serenata à 2 voci: Zeffiro e Chori D-Dur (Seibel 202)
4. Serenata: Le nozze[2] di Nettuno e di Teti (Seibel 203)
5. Serenata di Moritzburg li 6. Ottob. 1719 F-Dur (Seibel 204)

### Bühnenwerke (Opern)
Vollständig erhaltene Opern
- Die lybische Thalestris. (Text: Heinrich Anselm von Ziegler und Kliphausen). Michaelismesse Leipzig, 1709
- Der glückliche Liebeswechsel oder Paris und Helena. Peter- und Paulsmesse Naumburg, 1710
- Calfurnia, auch Mario, auch Calpurnia oder Die Römische Großmut (Libretto: Grazio Braccioli), Oper (Karneval 1713 Venedig); in der Übersetzung von Johann Ulrich König auch „im Monath Februar 1716 auf dem Hamburgischen Theatro aufgeführte“
- Le passioni per troppo amore, auch Opera fatta in Italia (Libretto: Matteo Noris), Oper (Karneval 1713 Venedig)
- Flavio Crispo (Textdichter unbekannt; wahrscheinlich Stefano Pallavicini[3]), Oper (geplant Karneval 1720 Dresden, storniert)

Opern, aus denen einzelne Arien erhalten sind
- Der Angenehme Betrug oder Der Carneval von Venedig. (Text: Mauritz Cuno). Leipzig 1709
- Olimpia vendicata. Peter- und Paulsmesse Naumburg, 1709

Verlorene und zweifelhafte Opern
- Die getreue Schäferin Daphne. (Text nach Erdmann Neumeister). Leipzig 1710 (Zuschreibung nicht sicher)
- L’amicizia in terzo overo Il Dionigio, 3. Akt einer Pasticcio-Oper (März 1738 Neuburg an der Donau) (zusammen mit Augustin Reinhard Stricker)

### Orchestermusik und Konzerte
1. Sonate A-Dur (Seibel 208)

1. Dresdner Konzert C-Dur (Seibel 211)
2. Dresdner Konzert G-Dur (Seibel 213)
3. Dresdner Konzert G-Dur (Seibel 214)
4. Dresdner Konzert G-Dur (Seibel 215)
5. Dresdner Konzert G-Dur (Seibel 217)
6. Dresdner Konzert D-Dur (Seibel 226)
7. Dresdner Konzert F-Dur (Seibel 231)
8. Dresdner Konzert F-Dur (Seibel 232)
9. Dresdner Konzert F-Dur (Seibel 233)
10. Dresdner Konzert F-Dur (Seibel 234)
11. Dresdner Konzert F-Dur (Seibel 235)

1. Konzertsatz c-moll (Seibel 240)

1. Oboenkonzert a-Moll (Seibel 212)
2. Oboenkonzert g-Moll (Seibel 237)

## Nachlass
Ein Teil des musikalischen Nachlasses von Johann David Heinichen wird in der Musikabteilung der Sächsischen Landesbibliothek – Staats- und Universitätsbibliothek Dresden aufbewahrt (Signatur: Mus.2398-…). Er enthält Musikautographe und Abschriften im Umfang von ca. 170 Katalognummern.

## Schriften
- Neu erfundene und Gründliche Anweisung Wie Ein Music-Liebender auff gewisse vortheilhafftige Arth könne Zu vollkommener Erlernung des General-Basses, Entweder Durch eigenen Fleiß selbst gelangen oder durch andere kurz und glücklich dahin angeführet werden dergestalt Daß er so wohl die Kirchen als Theatralischen Sachen insonderheit auch das Accompagnement des Recitativ-Styli wohl verstehe und geschickt zu tractiren wisse. […] Nebst einer Ausführlichen Vorrede. Benjamin Schiller, Hamburg 1711.
- Der General-Bass in der Composition, Oder: Neue und gründliche Anweisung Wie ein Music-Liebender mit besonderm Vortheil, durch die Principia der Composition, nicht allein den General-Bass im Kirchen- Cammer- und Theatralischen Stylô vollkommen, & in altiori Gradu erlernen; sondern auch zu gleicher Zeit in der Composition selbst, wichtige Profectus machen könne. Nebst einer Einleitung Oder Musicalischen Raisonnement von der Music überhaupt, und vielen besondern Materien der heutigen Praxeos. Selbstverlag, Dresden 1728.

## Diskographie
- Violinkonzerte aus Dresden. Pisendel, Heinichen, Fasch, Handel, Telemann. Johannes Pramsohler. International Baroque Players. (Raumklang RK 3105)
- Flavio Crispo, Barockoper. Jörg Halubek. il Gusto Barocco (cpo 6096073)
- Dresden Concerti. Musica Antiqua Köln / Reinhard Goebel (Archiv Produktion 437 549-2)
- Lamentationes Passionsmusik. Musica Antiqua Köln / Reinhard Goebel (Archiv Produktion 447 092-2)